# ITASAT-1
O ITASAT-1 é um microssatélite brasileiro, ele é um CubeSat 6U construído pelo Instituto Tecnológico de Aeronáutica (ITA), em parceria com a Agência Espacial Brasileira e o Instituto Nacional de Pesquisas Espaciais (INPE).

## Objetivo
O Projeto visa capacitar estudantes envolvidos no projeto, que poderão utilizar os conhecimentos adquiridos em vários setores da sociedade brasileira, o que poderá potencializar outros desenvolvimentos correlacionados no setor espacial, qualificar no espaço os componentes e os equipamentos que serão utilizados no satélite; vai testar concepções e arquiteturas de projetos utilizados no desenvolvimento dos subsistemas que compõem o satélite.

## Características
Originalmente o ITASAT-1 era para ser um microssatélite na classe de 80 kg, até que em 2013 o projeto foi reformulado para um satélite da classe CubeSat 6U devido às dificuldades para encontrar uma oportunidade de lançamento acessível.
O satélite possui controle de 3 eixos e é alimentado por células solares montadas em sua superfície. Ele leva várias cargas experimentais: um sistema de recolha de dados, um receptor GPS e um sistema de câmera fornecendo uma resolução terrestre de cerca de 80 metros.

## Lançamento
O satélite foi lançado ao espaço em 3 de dezembro de 2018, como carga secundária, por meio de um veículo Falcon 9 Block 5 da empresa estadunidense SpaceX a partir da  Base da Força Aérea de Vandenberg, na Califórnia, EUA. Ele tem uma massa de lançamento de 8 kg.